# Carbonara Scrivia
Carbonara Scrivia – miejscowość i gmina we Włoszech, w regionie Piemont, w prowincji Alessandria.
Według danych na styczeń 2010 gminę zamieszkiwało 1096 osób przy gęstości zaludnienia 217,9 os./1 km².